# Йохан V фон Валдек
Йохан V фон Валдек (на немски: Johann V. von Waldeck gen. von Saneck; * ок. 1340; † 11 ноември 1404) от род Валдек е господар на Занек.
Той е син на Йохан III, маршал на Валдек († ок. 1353) и втората му съпруга Хебела фон Лайен (* ок. 1316), дъщеря на 	Еразмус фон Лайен (* ок. 1290) и Хебела фон Дибах (* ок. 1292).
Сестра му Неза фон Валдек († сл. 1351) е омъжена за Филип фон Бопард († сл. 1364). По-големият му полубрат Емерих Ройст/Рост фон Валдек († сл. 1395) е маршал на Валдек.

## Фамилия
Йохан V фон Валдек се жени пр. 1 декември 1364 г. за Лиза фон Кронберг (* пр. 1364; † сл. 1410), дъщеря на рицар Франк VIII фон Кронберг († 1378) и ландграфиня Лорета фон Райфенберг († сл. 1367). Те имат децата:
- Франко фон Валдек († сл. 1391), женен за Елза фом Щайн († сл. 1391)
- Йохан VI Занек фон Валдек († пр. 1434), женен I. за Маза фон Лорх († сл. 1410), II. за Анна († сл. 1414)
- Хебела фон Валдек († пр. 1410)

## Галерия
- Баща му Йохан III маршал фон Влдек на гробна плоча от 1364 г. в църквата Св. Мартин в Лорх, Рейнгау.